# Canthidium pseudoperceptibile
Canthidium pseudoperceptibile là một loài bọ cánh cứng trong họ Bọ hung (Scarabaeidae).